# Jesús Feliciano
Pour les articles homonymes, voir Feliciano.
Jesús Feliciano (né le 6 juin 1979 à Bayamon, Porto Rico) est un joueur de champ extérieur au baseball qui évolue dans les Ligues majeures pour les Rays de Tampa Bay.

## Carrière

### Baseball majeur
Jesús Feliciano est drafté par les Dodgers de Los Angeles, qui le choisissent en 36e ronde en 1997. L'athlète portoricain passe par plusieurs organisations au cours des années subséquentes (Devil Rays de Tampa Bay, Nationals de Washington) sans atteindre les majeures. Signé comme agent libre par les Mets de New York en 2007, il effectue finalement ses débuts dans les majeures avec cette équipe quelques jours après son 31e anniversaire de naissance, le 10 juin 2010 dans un programme double face aux Padres de San Diego.
Le 13 juin 2010, à son troisième match, il frappe deux coups sûrs en cinq contre les Orioles de Baltimore, obtenant son premier coup sûr en carrière contre le lanceur Kevin Milwood.
Devenu joueur autonome en novembre 2010, il signe de nouveau avec les Mets en février 2011 mais passe la saison suivante en ligues mineures.
En janvier 2012, Feliciano signe un contrat des ligues mineures avec les Rays de Tampa Bay.

### International
Feliciano a représenté l'équipe de Porto Rico à la Classique mondiale de baseball 2009.
Il a également joué pour les Leones de Ponce dans la Série des Caraïbes 2009.

## Statistiques
| Saison | Équipe  | G  | AB  | R  | H  | 2B | 3B | HR | RBI | SB | BA    |
| ------ | ------- | -- | --- | -- | -- | -- | -- | -- | --- | -- | ----- |
| 2010   | NY Mets | 54 | 108 | 12 | 25 | 4  | 1  | 0  | 3   | 1  | 0,231 |
| Totaux | Totaux  | 54 | 108 | 12 | 25 | 4  | 1  | 0  | 3   | 1  | 0,231 |

Note : G = Matches joués ; AB = Passages au bâton; R = Points ; H = Coups sûrs ; 2B = Doubles ; 3B = Triples ; 
HR = Coup de circuit ; RBI = Points produits ; SB = Buts volés ; BA = Moyenne au bâton.